# Жданов Олексій Васильович
Олексій Васильович Жданов (1 вересня 1948 року в Хабаровську-1993) — білоруський російськомовний поет та художник.

## Життєпис
Народився в сім'ї військовослужбовця. Батько майбутнього поета і художника Василь Павлович Жданов був військовим топографом, брав участь в бойових діях на Халхін-Голі. Мати — Марія Василівна — була домогосподаркою. Старший брат Олексія Владислав народився в 1941. Жданови жили в Хабаровську до 1949 р, потім переїхали до Мінська.
Маленький Льоша рано почав читати і писати. Ніколи не мріяв стати військовим. Зіпсував зір в нічних чуваннях над книгою — з ліхтариком і під ковдрою.
У 1956 Олексій пішов у школу. Навчався легко. Любив малювати, запоєм читав, безперервно писав вірші. (Дитячі вірші збереглися в домашньому архіві поета). За свідченням брата, хлопчик-поет відправляв свої збірки в дитячі газети та журнали, але його не друкували. У старших класах інтерес Олексія до літератури зміцнився, він захопився філософією, здобув репутацію ерудита.
Про «сліди» дворової освіти свідчив сам Олексій: дорослий, «зламаний» Жданов розповідав Наталці Татур, що вже у восьмому класі міг перед школою випити пляшку горілки, заїсти батоном і піти на заняття. Зі слів брата, Олексій почав конфліктувати і «шкодити» на уроках, а завершував середню освіту — в школі робітничої молоді, підробляючи помічником геодезиста.
У 1966 поступив на вечірнє філософське відділення істфаку БДУ. За свідченням професора В. А. Дунаєва, який виявився однокласником Олексія, філософію вечірникам викладали погано, але Жданов виявляв себе надзвичайно яскраво і жив екстатично. Завжди був з новими віршами, вимагав залучення в свій творчий процес, бував різкий, запальний і скандально екстравагантний. Літературні спроби поєднував з непомірним вживанням алкоголю. Подібними духовними практиками в той же самий час, в Москві, займався Леонід Губанов, поет-комета, лідер СМОГу — "Самого Молодого Общества Гениев.
У 1968-му за систематичні пропуски занять, формально за провалений іспит з історії КПРС, Жданова виключили з університету. Олексій потрапив в будбат, в Сосновий бор під Ленінградом, де прослужив до 1970-го. В армії продовжив писати. Армійські вірші збереглися, але службу Олексій ніколи не згадував, говорив, що згадувати нічого. У 1971-му Жданов відновився на 3-й курс БДУ, але на 4-му був знову відрахований за пропуски.
1970-ті — вершинні для Жданова-поета. На тлі нових брежнєвських заморозків Олексій спробував влаштувати духовний притулок, поетичне «залопушшя, де можна просто полежати, витягнувши ноги». Але в дійсності в 1973-74 виявився в Якутії, на Колимі, в стані «бичів», на межі зникнення в алкогольному маргінальному тупику. З Колими посилав знайомим конверти з віршами і без фактичної інформації. Повернувся до Мінська і випустив саморобну збірку колимських віршів. Зблизився з Кімом Хадеевим і людьми його кола: поетом Григорієм Трестманом, психіатром Віктором Круглянським, нейрохірургом Юрієм Сердюком, лінгвістом-поліглотом Борисом Галушком та іншими. Отримав доступ до «самвидаву», до репринту російської релігійної філософії, до Леонтьєва, Бердяєва, Шестова. Одружився з І. Майоровою, але шлюб незабаром розладнався. У 1978-81 написав свої кращі вірші, які в основному склали дві його посмертних збірки, першу з яких, «Вибрані вірші», 1993 р, поет встиг зібрати сам.
Під загрозою тюремного ув'язнення за дармоїдство і примусових заходів медичного характеру від алкоголізму Жданов «підшився», а в 1982 — хрестився в православ'ї — разом з Наталією Татур, яка в 1980-х брала діяльну участь в його долі, була його Музою і хранителем.
У співавторстві з Татур він написав п'єсу «Бабуся проїздом». Перекладав з білоруської Алеся Рязанова, познайомився з поетом і високо про нього відгукувався. Схвалені автором переклади Олексій пропонував у журнали, але вони не були прийняті.
Кілька років Жданов прожив всуху, не пив, але і віршів майже не було. Вів усамітнений спосіб життя, працював сторожем, в гості ходив — по ночах. У літню пору виїжджав на шабашки — зустрічі нонконформістів.
У 1985 починається новий, художницький період в житті Олексія Жданова. Олексій швидко сходиться з представниками мінського неофіційного мистецтва: А. Клиновим, С. Малишевською, В. Чернобрісовим, І. Барадуліною, А. Плесановим, В. Мартинчик, І. Кашкуревич, Л. Русовою та іншими. Вступає в об'єднання «Форма», «Плюраліс» і «Corvus Caecus» (Біла ворона). Бере уроки живопису (проходить лікнеп) у В. Євсєєва та В. Мартинчик. Бере участь в знакових, переломних подіях у мистецькому житті Мінська кінця 1980-х — початку 1990-х: у виставках «На Колекторній» (1987), «Перспектива» (1987), "Панорама
Нонконформістські погляди митця, його глибокі філософські асоціації, не подобалися тодішній владі та оспівувачам «комуністичного раю». Тому поет не мав державного визнання за радянських часів.

## Книги
1. Жданов А. Избранные стихотворения. — Мн.: «МЕТ», 1993. — С. 10
2. Жданов А. Западный полюс земной. Стихи и поэмы. — Мн.: УП «Технопринт», 2003.

## Пам'ять
На його честь створена почесна міжнародна премія, якою в Мінську щороку нагороджують талановитих письменників із різних держав світу. Головний організатор нагороди — літературно-мистецький журнал рос. «Новая Немига литературная», що видається у Білорусі, в Мінську.